# Персіба (Балікпапан)
«Персатуан Сепак Бола Індонезія Баліпакан» або просто «Персіба» — професіональний індонезійський футбольний клуб з міста Балікпапан, Східний Калімантан. У ЗМІ часто використовується тавтологія для того, щоб уникнути плутанини з іншим індонезійським клубом, Персіба (Бантул).
Своїм прізвиськом, Малайський ведмідь, клуб завдячує талісману міста Балікпапан. Інше прізвисько, Слизький, мов нафта, клуб отримав завдяки тому, що Балікпапан відомий в Індонезії як центр нафтогазової промисловості.
Домашній стадіон клубу, «Персіба», вміщує 12 500 уболівальників. У серпні 2017 року було відкрито новий стадіон клубу, «Батакан», який вміщує 46 000 уболівальників. До завершення сезону 2017 року «Персіба» виступала в Лізі 1, найвищому дивізіоні чемпіонату Індонезії з футболу.

## Досягнення
- Ліга 1
  -  Бронзовий призер (1): 2009/10

- Персерікатан (об'єднаний чемпіонат)
  -  Чемпіон (1): 1985

- Східна конференція Дивізіону 1 Ліги індонезії
  -  Срібний призер (1): 1999/00

## Спонсори
- Bank Kaltim
- GO-JEK
- Anugerah Group

## Постачальники форми
- Reebok (2008–2011)
- Specs (2011–2013)
- Injers (2013–2014)
- Eureka (2015–2016)
- MBB (2017)
- RIORS (2018–)

## Рейтинг клубів Азії
Станом на 11 січня 2015
| Current Rank | Country           | Team                 |
| ------------ | ----------------- | -------------------- |
| 93           | Індонезія         | Персіба (Балікпапан) |
| 95           | Саудівська Аравія | Аль-Файсалі          |
| 96           | КНР               | Цзянсу Сайнті        |
| 97           | Південна Корея    | Геннам               |
| 98           | Японія            | Омія Ардія           |